# Список умерших в 1125 году

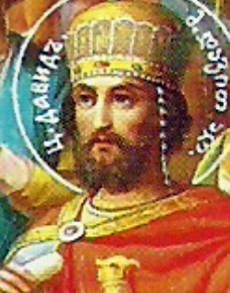
Давид IV Строитель

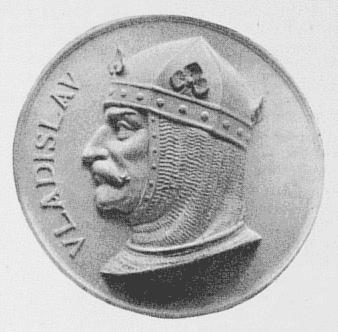
Владислав I

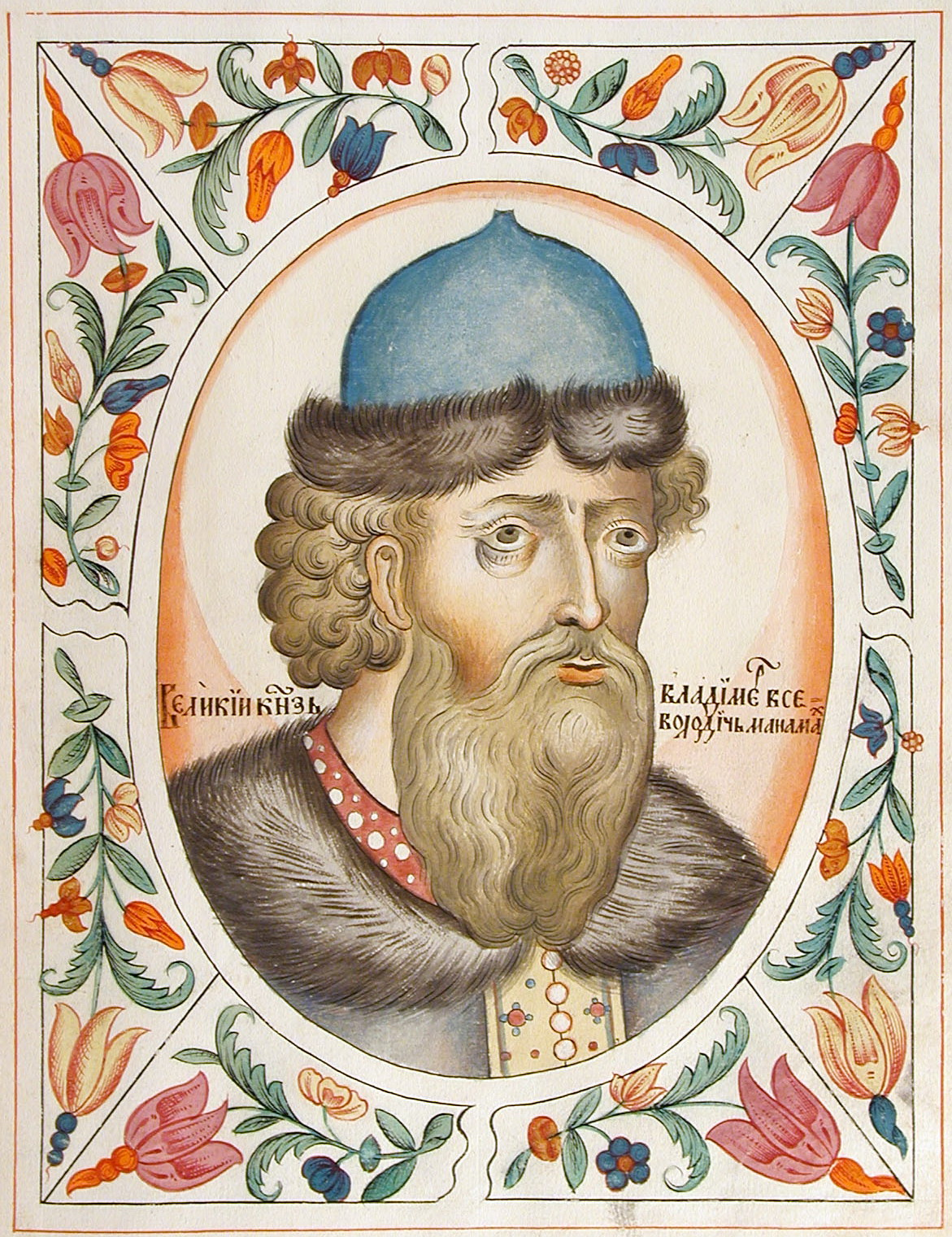
Владимир Всеволодович Мономах

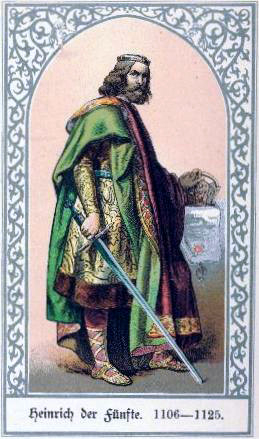
Генрих V

В этой статье представлен список известных людей, умерших в 1125 году.
См. также: Категория:Умершие в 1125 году

## Январь
- 24 января — Давид IV Строитель — царь Грузии (1089—1125)

## Апрель
- 12 апреля — Владислав I — князь Чехии (1109—1117, 1120—1125), князь Оломоуцкий (1110—1113), князь Брненский (1113—1115)
- 13 апреля — Рихвин[нем.] — епископ Наумбурга (1123—1125)

## Май
- 19 мая — Владимир Всеволодович Мономах (р. 1053) — князь черниговский (1078—1094), Князь Переяславский (1094—1113), Великий князь Киевский (1113—1125), государственный деятель, военачальник, писатель, мыслитель
- 23 мая — Генрих V (р. 1081) — король Германии (1106—1025), император Священной Римской империи (1111—1025), последний представитель Салической династии
- Анастасио — Кардинал-священник церкви Святого Климента (1095—1125)

## Июнь
- 22 июня — Ламберт из Сент-Омера — фламандский хронист и энциклопедист, монах-бенедиктинец из Сен-Бертенского монастыря в Сент-Омере (графство Фландрия).

## Сентябрь
- 27 сентября — Рикса фон Берг — княгиня-консорт Чехии, жена князя Владислава I

## Октябрь
- 21 октября — Козьма Пражский — первый чешский хронист.

## Декабрь
- 29 декабря — Агнеса II[англ.] — княгиня-аббатиса Кведлинбургского аббатства (1110—1125)

## Дата неизвестна или требует уточнения
- Аделина[англ.] — французская монахиня, святая римско-католической церкви.
- Алина Мартен[англ.] — французская монахиня, аббатиса, местночтимая католическая святая
- Альбрехт I — родоначальник Тирольской династии, граф в областях Нориталь, Иннталь и Виппталь в Южном Тироле, в качестве вассала баварских герцогов, фогт епархии Трента.
- Беатрикс де Вески — английская аристократка.
- Бонифаций дель Васто — маркграф Западной Лигурии, Савоны (1084—1125)
- Бонфилий[англ.] — епископ Фолиньо (1078—1094), пилигрим на Святую землю (1096), святой римско-католической церкви.
- Гильом (Вильгельм) II Немец — пфальцграф Бургундии (1097—1125), и граф Макона (1097—1125), убит.
- Грубеша[англ.] — король Дукли (1118—1125)
- Евстахий III — участник первого крестового похода, граф Булони и граф Ланса (1088—1125}
- Жоффруа I де Динан — сеньор де Динан (ок. 1011—1025)
- Инге II Младший — король Швеции (1110—1125), последний представитель династии Стенкилей
- Роберт де Мобрей — последний англо-нормандский граф Нортумбрии (1086—1095)
- Бернард де Нёфмарш — англонормандский рыцарь, завоеватель Брихейниога и основатель замка Брекон.
- Бернар де Седирак[англ.] — архиепископ Толедо (1086—1125) и первый примас Испании (1088—1125)
- Пресвитер Теофил — монах-бенедиктинец, автор искусствоведческой компиляции, известной под названием «Список различных искусств»
- Фридрих I фон Цоллерн — швабский дворянин, граф Цоллерна (с 1061).
- Фридрих IV — граф Путелендорфа, пфальцграф Саксонии.
- Фульк де Гин — первый сеньор Бейрута (с 1110), после его завоевания крестоносцами.
- Шараф аз-Заман Тахир аль-Марвази — врач, автор книги «Природа (естество) животных».
- Эккехард из Ауры — хронист, немецкий монах-бенедиктинец, аббат монастыря Св. Лаврентия в Ауре, в Вюрцбургском диоцезе.